# Râul Mamu
Râul Mamu este un curs de apă, afluent al râului Olt prin intermediul canalului Oporelu. 